# Рогов, Яков Абрамович
Яков Абрамович Рогов (1827, Ёгва, Пермская губерния — 29 ноября 1882, Билимбай, Пермская губерния) — геолог и краевед, управляющий Билимбаевского горнозаводского округа в 1876—1882 годах.

## Биография
Яков родился в семье крепостного крестьянина в селе Егва Пермской губернии в 1827 году. Старший брат Николай (1825—1905) — будущий российский этнограф и филолог, сестра — Анна Абрамовна Гилева (Рогова).
Окончил приходскую школу. В великий пост 1841 года успешно выдержал экзамен на поступление в Школу земледелия и горнозаводских наук в Санкт-Петербурге графини С. В. Строгановой вместе с братом Николаем, ежегодно проводимый в селе Ильинское. Экзамен принимал инспектор Строгановских заводов Пётр Шарин и управляющий майората Василий Алексеевич Волегов. Во время весеннего соляного каравана лучшие 20 учеников были отправлены в Санкт-Петербург.
В 1841—1845 годах обучался в Школе земледелия и горнозаводских наук по специальности «Горное дело».
В 1845 году отправлен на работу на Билимбаевский завод. В 1854—1869 годах являлся вторым приказчиком Кувинского завода. С 1 сентября 1869 года был назначен управляющим Билимбаевского завода. С 1 августа 1876 года и по 29 ноября 1882 года являлся управляющим частного Билимбаевского горнозаводского округа.
Являлся членом УОЛЕ с 12 сентября 1871 года, почётным гражданином Билимбая.
29 ноября 1885 года во время игры в вист в клубе у него произошло кровоизлияние в мозг, из-за чего вскоре скончался. Похоронен в пределах ограды Билимбаевской Свято-Троицкой церкви.